# Radio Insomnio
Radio Insomnio es el octavo álbum de estudio de Attaque 77, editado en 2000, mezclado en los Estados Unidos. El 30 de septiembre de ese año, el grupo presentó el disco en el estadio Obras Sanitarias.
También es el primer disco en el que Mariano Martínez, guitarrista y cantante de la banda, toma un protagonismo más importante. La canción «Jodie» fue originalmente compuesta por Adrián Vera, exbajista del grupo y además, hay una versión de la canción «Resistiré» original del grupo español Barón Rojo. Las presentaciones de este disco se hicieron en Argentina y en España, lo cual fue transmitido en televisión, además de que al año siguiente quedaría registrada la presentación de Radio Insomnio en el Estadio Obras. 
Los dos y únicos videoclips de este disco fueron los de las canciones «El pobre» y «Beatle».

## Canciones
| #  | Canción                  | Intérprete original y/o compositores                                     | Duración |
| -- | ------------------------ | ------------------------------------------------------------------------ | -------- |
| 1  | «Radio Insomnio»         | Bosa                                                                     | 1:01     |
| 2  | «Cosas que suceden»      | Ciro Pertusi, Scaglione                                                  | 3:11     |
| 3  | «Canción inútil»         | Ciro Pertusi                                                             | 4:06     |
| 4  | «Autoestigma»            | Ciro Pertusi                                                             | 2:07     |
| 5  | «El Ciruja»              | Ciro Pertusi, Martínez                                                   | 2:55     |
| 6  | «Vacaciones permanentes» | Ciro Pertusi, Martínez                                                   | 3:04     |
| 7  | «Caballito de hierro»    | Ciro Pertusi, Scaglione                                                  | 3:06     |
| 8  | «El Pobre»               | Ciro Pertusi                                                             | 4:28     |
| 9  | «Beatle»                 | Ciro Pertusi                                                             | 3:29     |
| 10 | «El camino»              | Ciro Pertusi                                                             | 4:39     |
| 11 | «Debilitándonos»         | Ciro Pertusi, Martínez                                                   | 2:55     |
| 12 | «Silent Hill»            | Ciro Pertusi                                                             | 3:01     |
| 13 | «Resistiré»              | Sánchez Llorente, Campuzano, Cortés, Armando De Castro, Carlos De Castro | 3:54     |
| 14 | «Jodie»                  | Vera                                                                     | 2:04     |
| 15 | «Espiral de silencio»    | Ciro Pertusi, Scaglione                                                  | 4:03     |
| 16 | «Nuestros años felices»  | Ciro Pertusi, Martínez                                                   | 3:02     |

## Miembros
- Ciro Pertusi: Voz y guitarra rítmica.
- Mariano Martínez: Guitarra líder y voz.
- Luciano Scaglione: Bajo y coros.
- Leo De Cecco: Batería.
- Martín "Tucan" Bosa: Teclados, piano acústico, Hammond y sintetizadores.

## Músicos invitados
- Ska-P: Coros en «El pobre».
- Fernando Madina: Segunda voz en «Nuestros años felices».
- Jim Wirt: Coros en «Autoestigma».
- Reinaldo Maceo: Violín en «El camino».
- Julio Pino: Violín en «El camino».
- José Martínez: Viola en «El camino».
- Joaquín Ruíz: Violoncelo en «El camino».